# Constantin Andréou
Pour les articles homonymes, voir Andréou.
 (novembre 2016).
Constantin Andréou (en grec moderne : Κωνσταντίνος Ανδρέου), né le 24 mars 1917 à São Paulo (Brésil) et mort le 8 octobre 2007 à Athènes (Grèce), est un peintre et sculpteur gréco-français d'origine brésilienne. 

## Biographie
Constantin Andréou naît à São Paulo au Brésil en 1917 de parents grecs. En 1925, il vient en Grèce et commence en 1932 à réaliser des sculptures, d'abord en autodidacte puis conseillé à partir de 1935 par un professeur. Il s'engage en 1940 dans l'armée grecque pour combattre l'invasion italienne.
Constantin Andréou est surtout réputé pour ses sculptures en bronze. Grâce à une bourse du gouvernement français, il vient s'installer en France en 1945 à Paris dans le quartier du Montparnasse, puis en Essonne. Il rencontre en 1947 Le Corbusier, avec qui il se lie, travaillant à ses côtés jusqu'en 1953. À La Ville-du-Bois, il trouve l'espace idéal pour faire naître ses œuvres géantes et parfaire la technique du laiton soudé dont il est l'inventeur. Sa maison et son atelier sont situés au no 49 de la Grande-Rue, au fond d'une petite impasse pavée. Le célèbre sculpteur César est venu prendre des cours de soudure chez lui. Andréou a fait don à la commune de la Ville-du-Bois d'une œuvre monumentale en bronze, La Maternité, érigée devant la salle de l'Escale, et offert une fresque monumentale sur bois, Le Cirque, à la bibliothèque à laquelle la ville avait donné en 1998 son nom.
Constantin Andréou reçoit en 1988 le grand prix Anton Pevsner pour l'ensemble de son œuvre, en 2000 la croix de chevalier de la Légion d'honneur des mains de la ministre de la culture Catherine Tasca, et est nommé en 2001 commandeur de l'ordre des Arts et des Lettres.
Après s'être consacré sans relâche à ses créations, sans se soucier de sa notoriété, il s'est retiré en Grèce en 2003 sur l'île d'Égine. 
En 1991 a été fondée l'association « Les amis d'Andréou », dont le siège social est situé au no 1 boulevard de Montmorency à Paris.

## Décorations
- Chevalier de la Légion d'honneur en 2000
- Commandeur de l'ordre des Arts et des Lettres en 2001

## Expositions
- 1946 : Cité internationale universitaire de Paris
- 1951 : galerie Laboitie, Paris
- 1954 :
  - Galerie Simone Badinier, Paris
  - Musée d'art moderne, São Paolo (Brésil)
  - United States Center, Rio de Janeiro (Brésil)
- 1955 : galerie du Palais Royal, Paris
- 1956 : Chez Marc Voux, Paris
- 1958 :
  - Galerie Monique de Groote, Bruxelles (Belgique)
  - Galerie Contacts, Liège, (Belgique)
- 1959 :
  - Chez le Dr Paul Gray, Saint-Jeoire-en-Faucigny
  - Galerie Gérard Mourge, Paris
  - Galerie Numaga, La Chaux-de-Fonds (Suisse)
  - Galerie d'Art, Amiens
  - Galerie Arlet, Monaco
- 1960 : galerie Lauverlin, Strasbourg
- 1961 :
  - Galerie Pierre Domec, Paris
  - Musée d'art de Malmö, Malmö (Suède)
- 1964 :
  - Galerie La Hune (gravure), Paris
  - Maison d'Alsace, Mulhouse
- 1966 : galerie Nidrecourt, Paris
- 1967 : Hilton Gallery, Athènes (Grèce)
- 1968 : galerie La Demeure, Paris
- 1969 :
  - Salle municipale des fêtes, Châlons-en-Champagne
  - Galerie la Muraille, Paris
  - Galerie I. Cressot, Paris
  - Galerie Langlois, Paris
- 1970 :
  - Galerie Simone Badinier, Paris
  - Galerie du Fleuve, Bordeaux
- 1971 :
  - Musée du Havre (exposition rétrospective), Le Havre
  - Centre Spatial, Brétigny-sur-Orge
  - Galerie Simone Badinier, Paris
  - Septentrion, Centre culturel de Bondus
- 1972 : A. Remon, décorateur, Paris
- 1973 :
  - Septentrion, Centre culturel de Bondus
  - Galerie du Fleuve, Bordeaux
- 1974 : galerie Maison d'Alsace, Mulhouse
- 1976 : Espace Cardin, Paris
- 1977 :
  - Galerie Maison d'Alsace, Paris
  - Palais de Brest
- 1978 :
  - Cours Albert, Marseille
  - Ladca, Longjumeau
- 1979 :
  - Trito Mati Gallery, Athènes (Grèce)
  - Galerie Salla Basse Ymarthires
- 1981 : Roswitha Kunstercude Gallery of Modern Art, Dortmund, Allemagne
- 1982 :
  - Elpida Gallery, Athènes (Grèce)
  - Rétrospective au Salon d'automne, Paris
- 1983 :
  - Galerie hôtel Astra, Paris
  - Galerie Vikers Romeo, Paris
  - Galerie Évasion par l'Art, Brétigny-sur-Orge
  - Galerie Anne Mome Heyreauld, Sancerre
- 1985 : galerie Santegelo, Paris
- 1986 :
  - K.7 Art Gallery, Thessalonique (Grèce)
  - Galerie Librairie la Marge, Ajaccio
- 1987 : Antinor Gallery, Athènes (Grèce)
- 1988 :
  - Salon de Cholet (invité d'honneur), Cholet
  - Maison de la Culture, Grones
- 1990 : Salon de Rueil-Malmaison (invité d'honneur), Rueil-Malmaison
- 1991 :
  - Château de Logis, Brécey
  - Torigny
- 1992 :
  - Vafopoulio Cultural Center, Thessalonique (Grèce)
  - Rétrospective dans le cadre du Marché commun (invité d'honneur), Gonesse
  - Salon d'Antony (invité d'honneur), Antony
- 1993 :
  - Salon Les Amis des Arts (invité d'honneur)
  - Galerie Colette Dubois, Paris
- 1994 : Irmos Gallery, Thessalonique (Grèce)
- 1995 :
  - Salon du dessin et de la peinture à l'eau (invité d'honneur), Paris
  - Centre Culturel, Les Clayes-sous-Bois
  - Musée de l'Orangerie, Meudon, avec Raymond Guerrier
  - Musée de Saint-Pol-de-Léon
- 1998 :
  - Chez Éric Chaix, Paris
  - Municipal Gallery of Athens (rétrospective), Athènes (Grèce)
- 1999 :
  - Larnaca Museum (rétrospective], Larnaca (Chypre)
  - Bibliothèque Constantin Andréou, La Ville-du-Bois
- 2004 : Teloglion Foundation of Art, Thessalonique (Grèce)
- 2005 : Bistrot Paris-Athènes de l'Institut français d'Athènes, Athènes (Grèce)

Constantine Andréou a également participé à des biennales à Anvers, aux Pays-Bas, à Paris, à la Biennale de Venise, et en Yougoslavie.

### Filmographie
- 1960 : Andréou, réalisé par Robert Lapoujade. Blanc et Noir, texte de Jean-Louis Ferrier.
- 1970 : Andréou, réalisé par Micos, production Pierre Chabertier.
- 1974 : Andréou, production FR3 France Série.
- 1997 : Andréou, un artiste de la Ville-du-Bois, réalisé par Christophe Ramage.